# Monorotaia di Piastreta

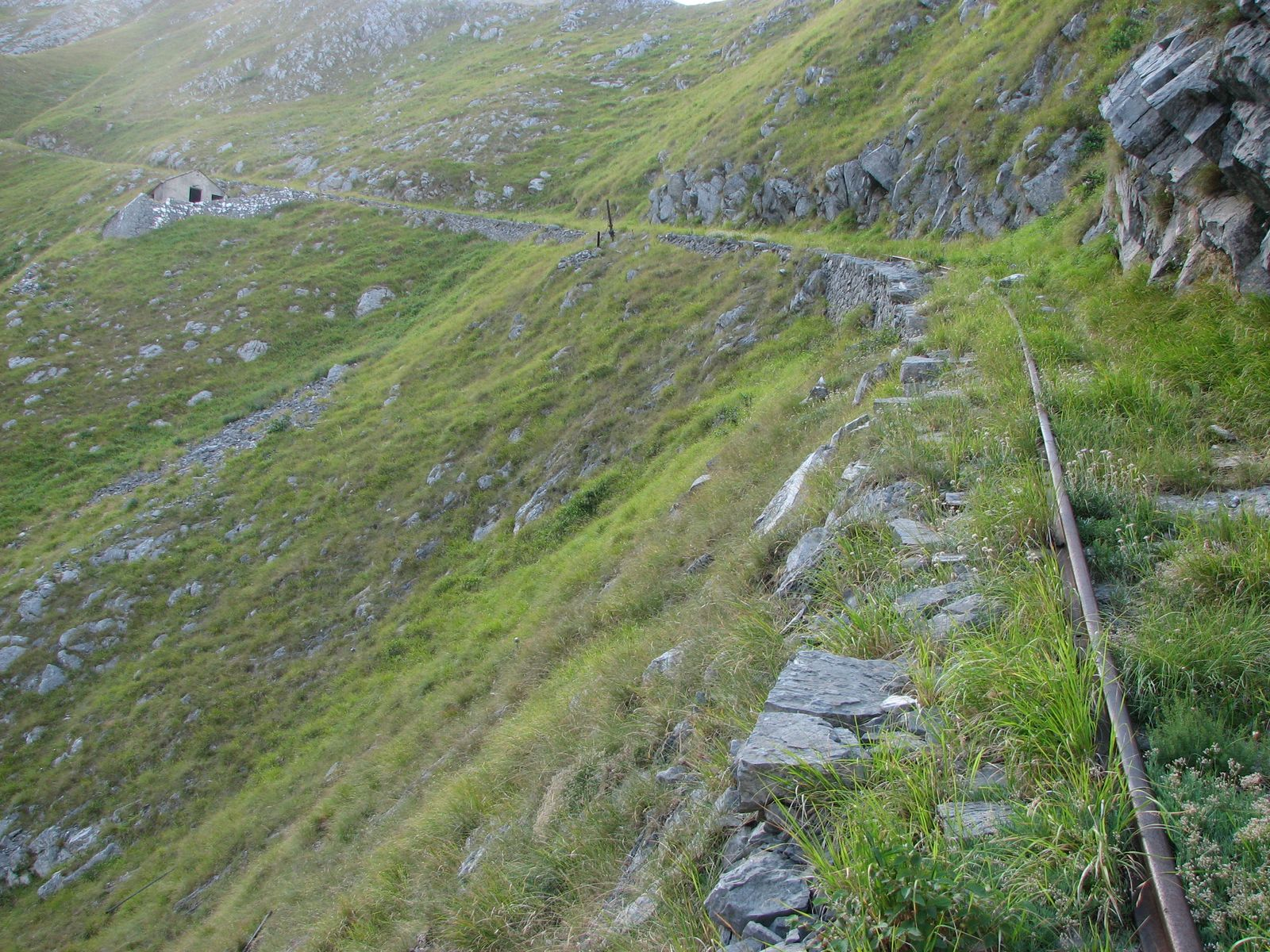
Vista di un tratto della monorotaia.

La monorotaia di Piastreta era un impianto per la lizzatura, ovvero il trasporto a valle del marmo, costruito sulle Alpi Apuane tra il 1922 ed il 1923. Consisteva in una monorotaia che collegava le cave di Piastreta sul Monte Sella con Renara, nel comune di Massa, percorrendo circa 3,5 chilometri con un dislivello di 1270 m.

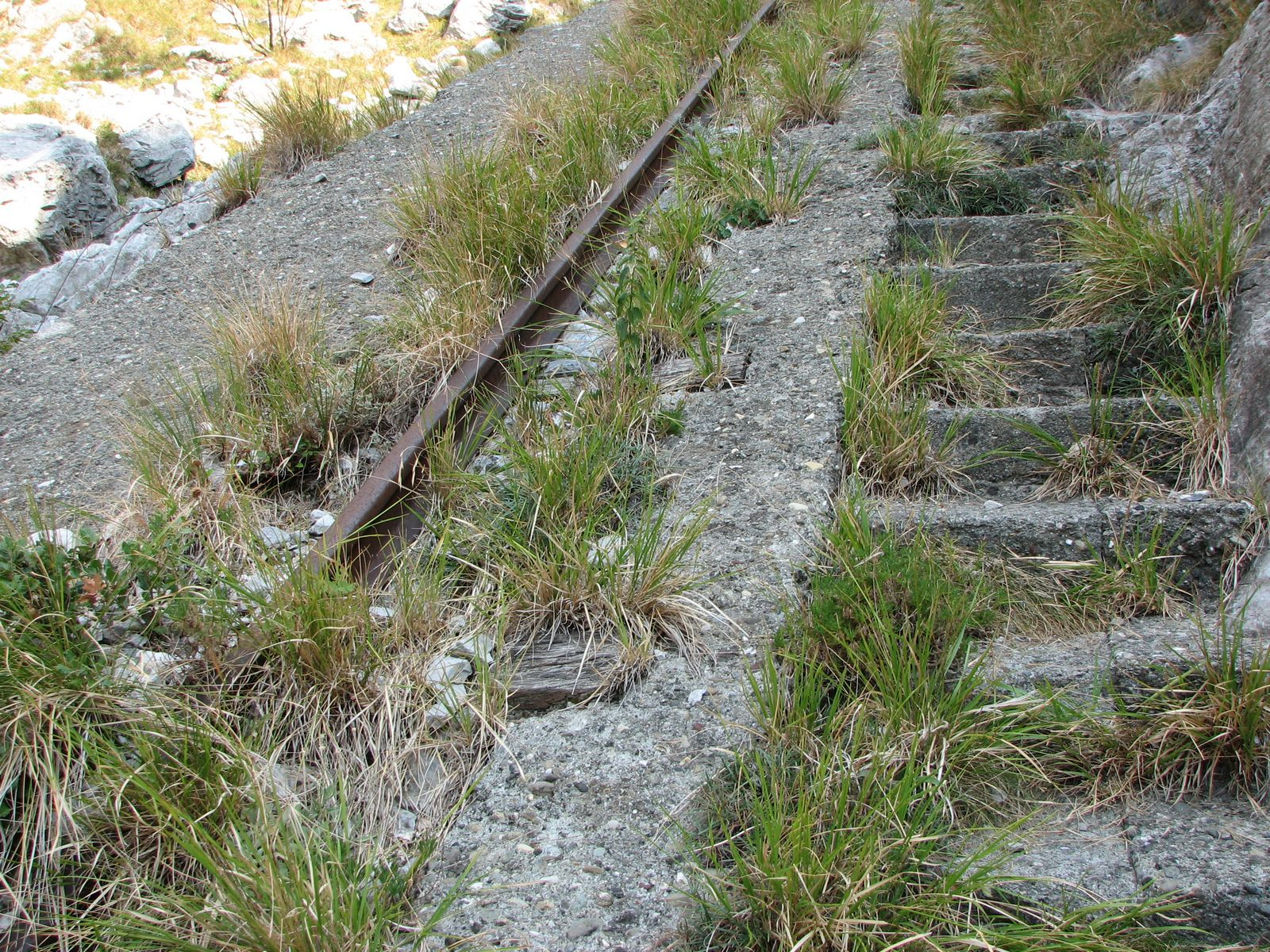
Dettaglio della ferrovia monorotaia affiancata dalla scala, nel tratto che percorre il canale detto "Fosso del Chiasso".

## Tecnica
L'impianto consisteva in una singola rotaia su traversine in legno, su cui si muoveva un trattore motorizzato che trainava una slitta da carico. Il sistema delle slitte era già utilizzato, per il trasporto del marmo, anche in altre "vie di lizza", ovvero su altri percorsi adibiti alla lizzatura del marmo: in genere erano in legno e venivano calate per mezzo di funi. L'invenzione della monorotaia per la lizzatura si deve all'ingegnere inglese Charles Denham, all'epoca proprietario delle cave, da cui il nome di "monorotaia Denham". La rotaia fu realizzata dalle Officine meccaniche Sesto San Giovanni. Fu l'unico impianto di questo tipo ad essere costruito.

## Percorso

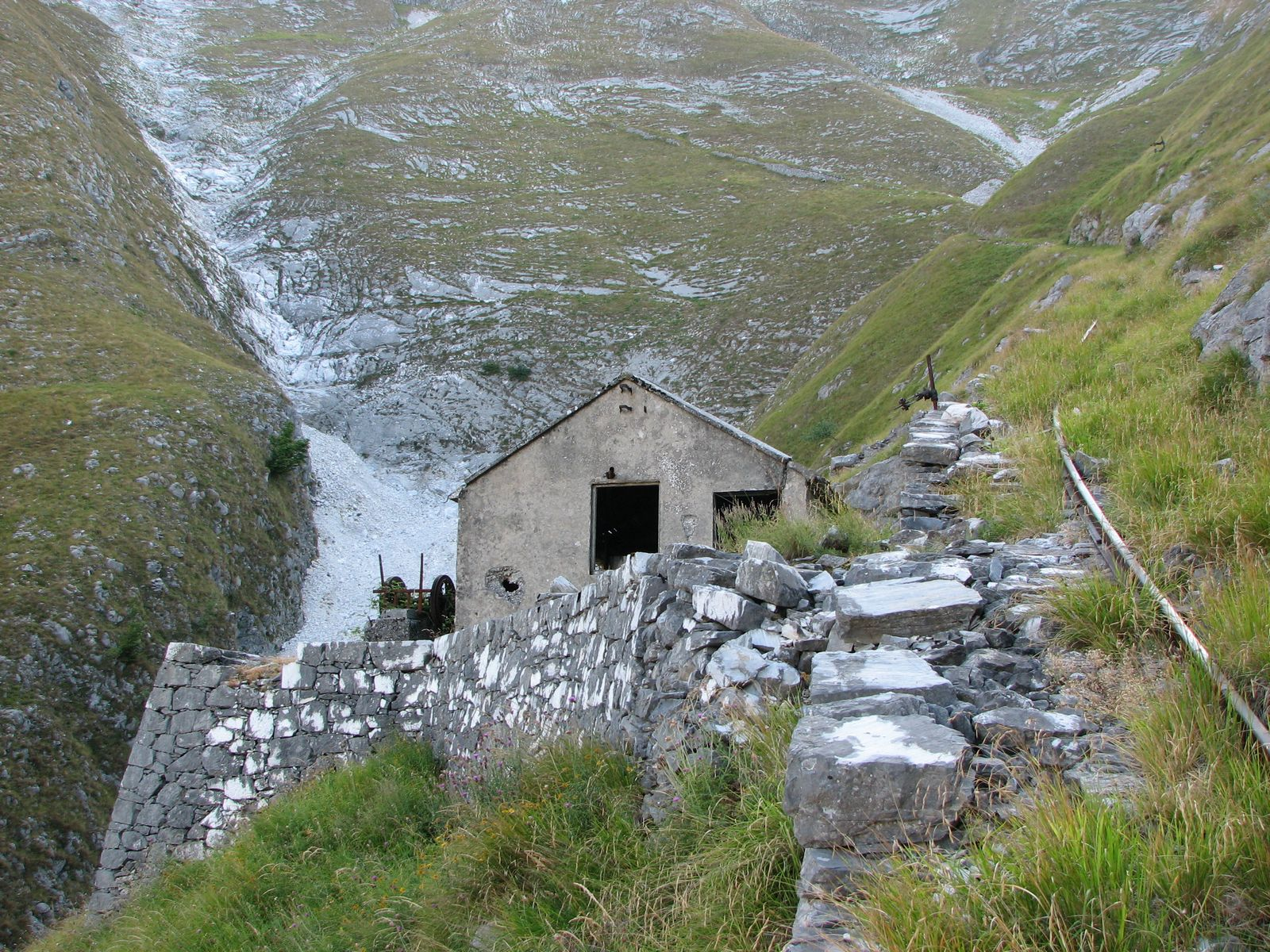
Edificio di servizio, ora abbandonato, lungo la via di lizza di Piastreta.

La monorotaia di Piastreta partiva dalla cava a cui deve il nome sul Monte Sella, ad un'altitudine di 1580 metri sul livello del mare. Da quota 995 m inizia la discesa attraverso un canale detto "Fosso del Chiasso", dove la pendenza raggiunge il 90%, fino alla fine del percorso in corrispondenza del poggio di carico: in questo tratto la rotaia è affiancata da una scala di 2500 gradini che permetteva ai cavatori di raggiungere le cave. Questa via di lizza prende il nome di "Lizza Piastreta" o "Lizza della Monorotaia".